# Rhode Island Red
A Rhode Island Red, também chamada de Galinha vermelha poedeira e "Rode", é  uma raça de galinha dos Estados Unidos, desenvolvida na segunda metade do século XIX . É uma raça com duplo propósito, produzindo ovos e carne.

## Características
São rústicas, resistentes a doenças, boas na busca de alimento quando soltas e normalmente tranquilas e dóceis. Embora sejam amplamente conhecidas como boas poedeiras nos períodos de frio, se a temperatura no galinheiro cair abaixo de zero (0° Celsius [32° F]), a sua produção cai consideravelmente, e as pontas de suas cristas se tornam muito suscetíveis ao congelamento. 
Embora geralmente dóceis, os galos Rhode Island Red podem ser bastante agressivos ou ariscos. A maioria dos galos também irá atacar estranhos (humanos ou animais) se sentir-se ameaçado ou não reconhecer o intruso. Eles normalmente são mais dóceis com pessoas que lhes sejam familiares, tais como as responsáveis pela alimentação. Ambos galos e galinhas são conhecidos por serem agressivos com outras raças de galinha, especialmente em confinamento.

## Ovos
Boas poedeiras, Rhode Island Reds são conhecidas para seus ovos marrons. Elas podem acabar produzindo até 200 ovos por ano. Seus ovos, no primeiro ano, podem ser muito grandes para encaixar no tamanho padrão ou médio das caixas de ovos para transporte. 
Sendo galinhas poedeiras, não costumam ficar chocas.

## Poedeiras híbridas derivadas
- Black Stars, híbrida de galos Rhode Island Reds (vermelhos) com galinhas Plymouth Rock Barrada.[2]
- EMBRAPA 031, híbrida de galos Rhode Island Reds (vermelhos) com galinhas Plymouth Rock White [3].
- ISA Brown é  que é o resultado do cruzamento de galos Rhode Island Reds (vermelhos) e galinhas Rhode Island Whites (branca portadora do fator columbia ou prateado)[4][5]